# Olmedo (Spanje)
Olmedo is een gemeente in de Spaanse provincie Valladolid in de regio Castilië en León met een oppervlakte van 128,79 km². Olmedo telt 3.674 inwoners (1 januari 2016).